# Percepción de profundidad
Percepción de la profundidad es la relación del objeto y el observador visual de percibir el mundo en tres dimensiones. Es un rasgo común de muchos animales superiores. La percepción de la profundidad permite al que la tiene que medir con precisión la distancia hasta un objeto.
En terminología moderna, la "visión estereoscópica" es la percepción de la profundidad de una visión binocular a través de la explotación del paralaje. La percepción de la profundidad se basa en realidad ante todo en la visión binocular, pero también usa muchos recursos monoculares para formar la percepción integrada final. Hay recursos monoculares que serían significativos para una persona de un solo ojo, y otros recursos más complejamente inferidos, que requiere ambos ojos para percibir al mismo tiempo. Este tercer grupo se basa principalmente en el procesamiento dentro del cerebro de la persona, al ver un campo total de vista con ambos ojos.

## Profundidad de campo
El aparato visual normalmente constituido percibe la distancia por cuatro medios principales. Este fenómeno se conoce como percepción de la profundidad de campo. Estos medios son: 
1. La dimensión de la imagen de objetos conocidos sobre la retina.
2. El fenómeno del paralaje en movimiento.
3. El fenómeno de la estereopsis.
4. El color y la distancia.

### Según el tamaño de la imagen retiniana de objetos conocidos.
Si se sabe que una persona que se está viendo tiene una talla de 1,90 metros, se puede determinar lo lejos que está simplemente por el tamaño de su imagen en la retina. No se piensa conscientemente en el tamaño, pero el cerebro ha aprendido a calcular automáticamente la distancia de los objetos a partir del tamaño de su imagen cuando se conocen sus dimensiones. No se trata de que el cerebro 'piense con números' sino de que la conciencia tiene esas sensaciones de distancia y espacio gracias a los procesos inconscientes cerebrales.

### Según el paralaje en movimiento
Otro medio importante por el que los ojos determinan la distancia es el paralaje en movimiento. Si una persona mira a lo lejos con sus ojos completamente quietos, no percibe ningún paralaje en movimiento, pero cuando mueve la cabeza de un lado a otro, las imágenes de los objetos cercanos se mueven rápidamente por la retina, mientras que las imágenes de objetos distantes permanecen prácticamente inmóviles. Por ejemplo, al mover la cabeza 2,5 centímetros con el objeto a sólo 2,5 cm. del ojo, la imagen cruzará prácticamente toda la retina, mientras que la imagen de un objeto a 60 metros del ojo no se mueve sensiblemente. Así pues, mediante dicho mecanismo del paralaje en movimiento, se pueden evaluar las distancias relativas de distintos objetos incluso empleando un solo ojo.

### Estereopsis: Visión binocular
Otro método mediante el que se percibe el paralaje es la visión binocular. Debido a que un ojo se encuentra a algo más de 5 cm. del otro, las imágenes sobre las dos retinas son distintas entre sí, es decir, un objeto que se encuentra a 2,5 cm. del puente de la nariz forma una imagen de la porción temporal de la retina de cada ojo, mientras que un objeto pequeño a 6 metros de la nariz forma su imagen sobre puntos estrechamente correspondientes en el centro de cada retina. Dicho de otra manera, el dedo delante de los ojos, justo delante, se ve prácticamente doble y se proyecta sobre partes distintas de la retina de cada ojo. Hágase el experimento para comprobarlo. En cambio, ese mismo dedo situado a 80 metros, por ejemplo, de los ojos de un observador... Se proyecta sobre regiones muy próximas, casi las mismas, de la retina de cada ojo, sirviendo de poco el paralaje para situarlo a tal distancia.